# Ди (река, впадает в Северное море)
Ди (англ. River Dee, гэльск. Dè) — река в шотландском округе Абердиншир, Великобритания. Длина — 154 км, бассейн — 2100 км².
Исток реки находится на плато Кернгормс в восточной части Шотландского высокогорья. В верхнем течении Ди протекает по гористой местности, а недалеко от местечка Бреймар перепады высот создали на реке каскад небольших водопадов, известный под названием Линн-оф-Ди.
Далее Ди протекает практически строго на восток по территории исторической области Марр и минует замок Балморал, одну из резиденций английских королей. В этом регионе берега реки отличаются особенной живописностью, что способствовало превращению этой части долины реки в популярную зону летнего отдыха.
Ниже по течению расположен город Абойн, а в устье — Абердин, крупнейший город северо-восточной Шотландии.

## Галерея
- Течение Ди в горах Брэриак
- Горы Кэрн-Тул и Бен-Макдуй
- Водопад Ди
- Бухта Абердина на реке Ди
- Река Клуни рядом с Бреймаром